# Камминс, Пегги
Пегги Камминс (англ. Peggy Cummins), имя при рождении Августа Маргарет Диана Фуллер (англ.  Augusta Margaret Diane Fuller; 18 декабря 1925 года — 29 декабря 2017 года) — ирландская актриса 1940—1960-х годов, которая в 1945—1950 годах работала в Голливуде, а затем — в Великобритании.
Более всего Камминс известна по главной роли в фильме нуар «Без ума от оружия» (1950), где она сыграла роковую женщину с болезненной страстью к стрельбе, которая грабит банки вместе со своим любовником. К другим наиболее значимым работам актрисы относятся роли в фильмах «Мускусная роза» (1947), «Покойный Джордж Эпли» (1947), «Побег» (1948), «Этот опасный возраст» (1949), «Моя дочь Джой» (1950). «Угол улицы» (1953), «Ночь демона» (1957) и «Адские водители» (1957).
В 2020 году газета The Irish Times поставила Камминс на 16 место в списке величайших ирландских актёров кино.

## Ранние годы и начало карьеры в Великобритании
Пегги Камминс, имя при рождении Августа Маргарет Диана Фуллер, родилась 18 декабря 1925 года в Престатине, Денбишир, Уэльс, Великобритания в ирландской семье. Она была младшей из троих детей. Её отец Франклин Блэнд Фуллер был редактором газеты и учителем музыки, а мать Маргарет Трейси — актрисой. По отцовской линии Камминс была правнучкой знаменитого архитектора и романиста Джеймса Франклина Фуллера (англ. James Franklin Fuller).
Она выросла и получила образование в Дублине, где занималась в балетной школе Abbey School of Ballet. С семи лет она стала играть в театре Gate в Дублине, часто исполняя роли маленьких мальчиков. Она преуспела настолько, что в 1938 году в возрасте 13 лет её пригласили в Лондон, где она получила роль в детском ревю «Давай притворимся» (1938) в театре «Сент-Джеймс». Её игра имела большой успех, и, как написал кинокритик Майкл Фридлэнд, «кинопродюсеры выстраивались в очередь, чтобы предложить ей роли».
В 1940 году 15-летняя Камминс дебютировала в кино в драме «Доктор О’Дауд», действие которой происходило в Ирландии. Фильм рассказывал о докторе, который из-а пьянства разрушил свою карьеру и утерял контакт со своим единственным сыном, но позднее смог подружиться со своей молодой внучкой Пэт О’Дауд (которую сыграла Камминс). Фильм имел успех и помог Камминс получить роли в ещё в нескольких британских картинах.
В 1943 году Камминс получила роль дерзкого 12-летнего подростка в спектакле по рассказам американской писательницы Салли Бенсон «Младшая мисс», который шёл в театре Saville в лондонском Вест-Энде в течение нескольких месяцев и имел большой успех. Исполнительный директор киностудии 20th Century Fox Дэррил Ф. Занук, находившийся в то время в Лондоне, обратив внимание на игру Камминс, предложил ей перебраться в Голливуд.
Между тем в 1944 году в лондонском театре Palace Theatre Камминс сыграла главную роль Алисы в театральной постановке «Алиса в стране чудес» по роману Льюиса Кэрролла. В том же году она снялась в двух заметных кинофильмах — комедии «Английский без слёз» (1944) и драме на тему Второй мировой войны «Добро пожаловать, мистер Вашингтон» (1944).

## Кинокарьера в 1945—1950 годы
В 1945 году глава 20th Century Fox Дэррил Ф. Занук подписал с Камминс контракт и привёз её в Голливуд. Сначала было объявлено, что она появится вместе с Шарлем Буайе и Дженнифер Джонс в комедии категории А «Клуни Браун» (1946), однако в итоге её роль получила Хелен Уокер.
Тем временем студия готовила постановку романтической драмы «Амбер навсегда» по роману Кэтлин Уинзор, действие которой происходит в Англии 17 века. В поисках исполнительницы главной роли аморальной красавицы Амбер Сент-Клер было просмотрено более 200 кандидаток, однако Занук остановил свой выбор на Камминс. Поскольку роль была пикантной, требовались платья с глубоким вырезом, которые уже были разработаны. Однако увидев Камминс, отдел костюмов студии решил, что пошитые костюмы не подойдут, и списал их с большими затратами. В марте 1946 года начались съёмки фильма «Амбер навсегда», где в сотнях кадров Камминс предстала в старинных платьях. Режиссёр Джон М. Стал тогда сказал, что она выглядит «как маленькая девочка в платьях своей мамы». Через 39 дней по решению Занука производство картины было приостановлено якобы из-за необходимости доработать сценарий. В течение этого времени было принято решение снять Стала с должности режиссёра, а Камминс посчитали всё-таки недостаточно известной, чтобы играть главную роль. По другим версиям, руководство студии решило, что по своим физическим данным Камминс не подходит на роль Амбер, а также что «она слишком молода». Новым режиссёром был назначен Отто Премингер, который решил начать всё сначала, уволив не только Камминс, но и исполнителя мужской роли Винсента Прайса. Отснятый материал, по его словам, выглядел «безнадежно старомодным». Что касается Камминс, то Премингер заявил: «Она не готова к этому. Она дилетантка и выглядит слишком молодо». Публике было дано объяснение, что у неё не было «опыта работы в исторических костюмах». Критик Дилис Пауэлл прокомментировала эту ситуацию так: «Факт заключается в том, что на нынешнем этапе своего развития Голливуду просто не нужен красивый, серьёзный, классический актёр, так же как ему не нужна природная живость и очаровательная, молодая одарённая актриса, чтобы использовать её талант». В конце концов миниатюрную Камминс заменила более опытная и «фигуристая Линда Дарнелл». В результате художнику по костюмам Рене Юберу пришлось переделывать гардероб, пошитый для Камминс, который обошёлся 65 000 долларов, чтобы он подошел Дарнелл. На эти переделки было потрачено дополнительно 25 000 долларов.
Как пишет Майкл Фридленд, «разочарование Камминс от потери роли было ощутимым». Как сказала сама актриса, «я не могу отрицать, что это было похоже на то, как если бы у меня была прекрасная драгоценность или какой-то другой замечательный подарок, а потом пришлось возвращать его обратно. Это тяжело, но у тебя есть выбор. Ты можешь позволить себе оплакивать свою потерю — или вместо этого думать о том, как это было замечательно и волнующе, пока это у тебя было». Позднее она говорила: «Возможно, я была не достаточно сексуальной. Может быть, я была слишком молода. Может быть, я была недостаточно сладострастна. Я не знаю, есть ли сегодня вообще кто-нибудь в живых, кто знает, как всё было на самом деле».
В итоге голливудский дебют Камминс состоялся лишь в 1947 году, когда она сыграла в сатирической романтической комедии Джозефа Л. Манкевича по роману Джона П. Маркванда «Покойный Джордж Эпли» (1947). В этой картине она предстала в образе Элеоноры Эпли, дочери богатого представителя высшего общества Бостона (Рональд Колман).
Первой главной ролью Камминс в американском кино стала роль лондонской артистки кордебалета Белль Адэйр в готическом фильме нуар «Мускусная роза» (1947), действие которого происходит в Англии в конце XIX века. С помощью шантажа Белль добивается того, чтобы благородный джентльмен Майкл Дрего (Виктор Мэтьюр) принял её в своём имении, и в конце концов, на фоне двух убийств у Белль и Майкла начинается роман. Критики высоко оценили игру Камминс в этом фильме. Обозреватель «Нью-Йорк Таймс» Босли Краузер, в частности, написал, что фильм добивается успеха во многом «благодаря великолепной игре Пегги Камминс… В её работе в качестве хористки-кокни есть сила духа, юмор и твёрдость, а также удивительная нежность, которая прекрасно дополняет её образ». Журнал Variety в своей рецензии отметил, что «Камминс необычайно интересна — её английское произношение, развязанное в начале, постепенно становится всё более интеллигентным. С помощью этого приёма она развивает образ девушки из мюзик-холла, которая использует знание об убийстве для удовлетворения своего сокровенного желания» стать леди. Современные историки кино также высоко оценили её игру. Так, по мнению Майкла Кини, «Камминс восхитительна в роли хористки, изображающей из себя леди», а Крейг Батлер отметил, что «Пегги Камминс производит особенное впечатление в роли девушки-кокни, которая оказывается в центре событий».
Год спустя в семейном вестерне «Зеленая трава Вайоминга» (1948) о владельцах породистых лошадей и их питомцах Камминс сыграла внучку одного из конезаводчиков (Чарльз Коберн) и возлюбленную его молодого конкурента. Далее последовала драма «Побег» (1948), действие которой происходит вскоре после окончания Второй мировой войны. В этой картине лётчик-герой британских ВВС (Рекс Харрисон), считая себя несправедливо осуждённым, сбегает из тюрьмы, после чего вынужден скрываться у случайной знакомой (её сыграла Камминс), которая убеждает его сдаться властям, и в итоге между парой вспыхивает романтическое чувство. Как написал критик Майкл Фридлэнд, фильм «получил умеренные отзывы», а позднее «время от времени появлялся на кинофестивалях».
После этой картины контракт Камминс с 20th Century Fox был закончен, и она вернулась в Великобританию. Её первой картиной стала романтическая мелодрама «Этот опасный возраст» (1949), где она сыграла дочь известного адвоката, жена которого (Мирна Лой) заводит роман с его партнёром. Съёмки фильма проходили в Лондоне и на острове Капри, Италия. Далее последовал, по словам Фридлэнда, «один из лучших фильмов актрисы», психологическая драма «Моя дочь Джой», также известная как «Операция Икс» (1950). В этой картине Эдвард Дж. Робинсон сыграл целеустремлённого бизнесмена-миллионера, который своей чрезмерной опекой и любовью развращает жизнь своей молодой дочери (Камминс). Съёмки фильма также проходили в лондонской студии и в Италии.
В том же году Камминс заменила Веронику Лейк, исполнив главную роль в малобюджетном фильме нуар «Без ума от оружия» (1950). Фильм поставил режиссёр Джозеф Х. Льюис по «потрясающему сценарию», написанному Далтоном Трамбо. Как отмечено в некрологе актрисы, опубликованном агентством Associated Press, это была история о «сексе и насилии, а также о любви, разрушенной жадностью». Камминс сыграла в этом фильме Энни Лори Старр, девушку-снайпера бродячего карнавала, которая знакомится с помешанном на оружии бывшим военным Бартом Тейром (Джон Долл). Тэйр, уже отсидевший в колонии для малолетних преступников, хочет стать честным человеком, но Старр толкает его на преступный путь, говоря ему: «Я хочу вещей, много вещей, больших вещей». Его нежелание стрелять из пистолета «с лихвой компенсируется её готовностью убить кого угодно», и «она подталкивает его на всё более жестокие преступления». Как рассказывала Камминс, «до этого фильма я играла симпатичных блондинок, поэтому мне понравилась идея этого персонажа. Это была та содержательная роль, на которую я так рассчитывала». Камминс специально тренировалась на стрельбище, чтобы подготовиться к этой, определяющей её карьеру роли. Фильм известен своим трёхминутным эпизодом, снятым с заднего сиденья автомобиля, в котором Старр и Тейр в маленьком городке грабят банк и скрываются. Как рассказывала в 2013 году Камминс, во время этой сцены «мы сами придумывали свои реплики, и (режиссёр) Джо Льюис позволял нам это делать».
Фильм был снят за 30 дней, обошелся в 400 000 долларов и вышел в прокат без особой помпы. После выхода картины на экраны кинокритик Говард Томпсон в «Нью-Йорк Таймс» написал о фильме следующее: «Даже при некоторой искусной маскировке это довольно дешёвая вещица… Эта фальшивая выдумка, по сути, стоит на одном уровне с самым банальным криминальным чтивом». Хотя, по мнению критика, «молодые актёры выглядят слишком опрятными», они достойно справляются со своими ролями. В частности, Камминс, которая «выглядит хрупкой, как дрезденская кукла, вгрызается в свою роль, как акула». В свою очередь, журнал The Hollywood Reporter был в восторге от Камминс и её «великолепного исполнения роли извращенной девушки».
Настоящее признание пришло к фильму годы спустя, когда Камминс уже ушла из кино в возрасте 30 с небольшим лет. Как написал в «Нью-Йорк Таймс» кинокритик Дэниел Слотник, временем фильм «стал считаться шедевром Льюиса». Как отмечают многие киноведы, «эротическая энергия и документальный стиль изложения в конечном итоге сделали этот фильм культовым», среди его поклонников были французские режиссеры Новой волны Франсуа Трюффо и Жан-Люк Годар. Как отметил Слотник, «в чём-то радостная демонстрация в фильме сексуализированных преступлений и насилия нашло отражение в более поздних фильмах», таких как «Бонни и Клайд» (1967) Артура Пенна (Камминс даже щеголяла в берете задолго до Фэй Данауэй) и «Прирожденные убийцы» (1994) Оливера Стоуна. В 1991 году в статье в «Нью-Йорк Таймс» сценарист и критик Джей Кокс и режиссёр Мартин Скорсезе назвали его «великим фильмом, который никогда не собирался им становиться», отметив, что он «уловил безумный экстаз преступления, сочетающийся с особым сексуальным накалом». По их словам, «Камминс играет воплощение чисто нуаровой личности, зло в обтягивающей юбке». Как в 2014 году сказал историк кино Эдди Мюллер, «игра Камминс, её голливудская лебединая песня, вдохновила фильм и принесла ей вечную славу самой крошечной, но самой свирепой роковой женщины в истории фильмов нуар». В 1998 году за свою «культурную, историческую или эстетическую значимость» фильм включён в Национальный реестр фильмов Библиотеки Конгресса США.

## Продолжение карьеры в Великобритании
«Без ума от оружия» был последним фильмом Камминс в США. Позже Камминс вернулась в Великобританию, где в 1952—1953 годах сыграла в комедиях «Кто идёт там!» (1952), «Всегда невеста» (1953) и «Знакомьтесь с мистером Люцифером» (1953), а также в криминальной драме «Угол улицы» (1953).
В 1954 году она снялась в хорошо принятой комедии «К Дороти, сын» (1954), в которой Шелли Уинтерс сыграла главную роль разведённой американки, пытающейся помешать своему бывшему мужу создать новую семью, а также в музыкальной комедии с Дэвидом Нивеном «Любовная лотерея» (1954) и комедии «Мартовский заяц» (1956).
В 1957 году в Великобритании вышла социальная нуаровая драма американского режиссёра Сая Эндфилда «Адские водители» (1957), в которой Камминс сыграла главную женскую роль секретарши хозяина транспортной компании, у которой начинается роман с водителем грузовика (Стенли Бейкер), вступающем в противоборство с преступной администрацией. Фильм примечателен одним из первых появлений Шона Коннери в роли второго плана.
В том же году вышел фильм ужасов «Ночь демона» (1957) в постановке американского режиссёра режиссера Жака Турнёра. В этой картине Камминс сыграла Джоанну, любознательную племянницу профессора, который погибает при загадочных обстоятельствах. За расследование берётся прибывший из Америки доктор психологии Джон Холден (Дана Эндрюс), который вместе с Джоанной сталкивается со страшной потусторонней силой, что «приводит к фатальным последствиям». Эта роль стала одной из самых известных в карьере Камминс, а сама картина, получив скромную оценку при первоначальном прокате, со временем стала культовой, и считается шедевром жанра фильмов ужасов.
После этого фильма Камминс появлялась только в комедиях, среди которых история с переодеванием «Продолжайте, адмирал» (1957), злоключения вновь назначенного капитана фешенебельного лайнера «Капитанский столик» (1957), фарс на тему развода «Ваши деньги или ваша жена» (1960), криминальная комедия «Дантист в кресле» (1960) и комедия о ветеринаре «В собачьей будке» (1961). Этот фильм стал последним появлением Камминс в кино, после чего в возрасте 36 лет она завершила кинокарьеру, в дальнейшем лишь несколько раз появившись на телевидении.

## Актёрское амплуа и оценка творчества
Пегги Камминс была невысокой (155 см), стройной, белокурой, экзотически красивой актрисой, которая начала играть в театре с 12 лет. Ирландка по происхождению, Камминс начала свою карьеру на родине, затем переехала в Лондон, где работала в театре, с 1940 года снялась в нескольких фильмах, после чего в период с 1945 по 1950 год работала в Голливуде. В конце карьеры она вернулась в Великобританию, где снималась в фильмах до 1962 года.
Чаще всего она играла невинных девушек в лёгких комедиях, пока не получила роль в фильме «Без ума от оружия» (1950). Как говорила Камминс, в то время «если ты была не очень высокой, блондинкой и довольно хорошенькой, то получала обычные положительные роли, но в этом фильме была довольно сложная роль. А актёр всегда хочет выйти за рамки своего амплуа». Она добавила: «Сказать по правде, я всегда хотела сыграть все роли Бетт Дэвис».
По словам кинокритика Майка Барнса, «в этом сексуально насыщенном классическом фильме нуар Камминс сыграла карнавальную снайпершу, ставшую убийцей и грабительницей банков». Дэниел Слотник также отметил, что «Камминс более всего запомнили по роли роковой женщины с пальцем на спусковом крючке во влиятельном малобюджетном фильме нуар „Без ума от оружия“… Она навсегда отождествилась» с ролью в этом фильме. Как отмечено в некрологе агентства Associated Press, «Камминс оставила после себя неизгладимый след в роли смертоносной грабительницы в берете в классическом нуаре „Без ума от оружия“». В интервью после показа фильма в Сан-Франциско в 2013 году Камминс сказала, что до сих пор получает «много писем со всего мира, и все они говорят о „Без ума от оружия“».
Дальнейшая карьера Камминс, которая так много сулила, свелась, однако, к небольшим ролям в больших фильмах и большим ролям в маленьких картинах. Наиболее заметным из её более поздних фильмов был высоко ценимый фильм ужасов «Ночь демона» (1957).

## Последующая деятельность
Начиная с 1970-х годов и практически до конца жизни, Камминс много работала в рамках национальной благотворительной организации Stars Organisation for Spastics (впоследствии Stars Foundation), которая помогала обеспечивать лечением больных церебральным параличом. Она возглавляла комитет по управлению центром отдыха для детей с ограниченными возможностями в Суссексе.
Камминс продолжала время от времени появляться на сцене и на телевидении, а также была завсегдатаем кинопоказов и съездов. В последние годы Камминс появлялась на многочисленных ретроспективах фильма «Без ума от оружия», называя его своей любимой картиной, хотя и настаивала на том, что она совсем не похожа на свою героиню. Камминс видела себя «деревенской девушкой, равнодушной к обладанию чем-либо и счастливой тем, что занимается своей семьёй. Но она высоко ценила предоставленную ей возможность побыть плохой на экране».
14 июня 2006 года Камминс появилась в качестве почетной гостьи на специальном показе фильма «Ночь демона» (1957) в Боремвуде, Хартфордшир, Великобритания. «Выглядевшая стройной и элегантной и совсем не похожей на свой возраст», она ответила на несколько вопросов зрителей перед просмотром фильма.

## Личная жизнь
В 1950 году Пегги Камминс вышла замуж за бизнесмена Херберта Дерека Даннетта (англ. Herbert Derek Dunnett), с которым прожила до его смерти в 2001 году. У пары было двое детей — сын Дэвид Даннетт (по другим сведениям, Уильям (1954))) и дочь Диана Камминс (1962). Пара совместно управляла овцеводческой фермой в Восточном Суссексе.

## Смерть
В декабре 2017 года Камминс перенесла инсульт, от которого так и не оправилась, скончавшись 29 декабря 2017 года в лондонской больнице в окружении своей семьи. Она умерла через одиннадцать дней после своего 92-го дня рождения.

## Фильмография
| Год  |   | Русское название                   | Оригинальное название      | Роль                            |
| ---- | - | ---------------------------------- | -------------------------- | ------------------------------- |
| 1940 | ф | Доктор О’Дауд                      | Dr. O'Dowd                 | Пэт О’Дауд                      |
| 1942 | ф | Хвала рядовому гражданину          | Salute John Citizen        | Джули Бантинг                   |
| 1943 | ф | Детектив Старая мама Райли         | Old Mother Riley Detective | Лили                            |
| 1944 | ф | Английский без слёз                | English Without Tears      | Бобби Хэзелтайн                 |
| 1944 | ф | Добро пожаловать, мистер Вашингтон | Welcome, Mr. Washington    | Сара Уиллоуби                   |
| 1947 | ф | Мускусная роза                     | Moss Rose                  | Белль Эдейр, она же Роуз Линтон |
| 1947 | ф | Покойный Джордж Эпли               | The Late George Apley      | Элинор «Элли» Эпли              |
| 1948 | ф | Побег                              | Escape                     | Дора Уинтон                     |
| 1948 | ф | Зелёная трава Вайоминга            | Green Grass of Wyoming     | Кэйри Гринуэй                   |
| 1949 | ф | Этот опасный возраст               | That Dangerous Age         | Моника Брук                     |
| 1949 | ф | Без ума от оружия                  | Gun Crazy                  | Энни Лори Старр                 |
| 1950 | ф | Моя дочурка                        | My Daughter Joy            | Джорджетт Константин            |
| 1952 | ф | Кто едет туда!                     | Who Goes There!            | Кристин Дид                     |
| 1953 | ф | Всегда невеста                     | Always a Bride             | Клэр Хэмсли                     |
| 1953 | ф | Знакомьтесь: Мистер Люцифер        | Meet Mr. Lucifer           | Китти                           |
| 1953 | ф | Уличный угол                       | Street Corner              | Бриджет Фостер                  |
| 1954 | ф | Любовная лотерея                   | The Love Lottery           | Сэлли                           |
| 1954 | ф | К Дороти сын                       | To Dorothy a Son           | Дороти Рапалло                  |
| 1956 | ф | Мартовский заяц                    | The March Hare             | Пэт Макгуайр                    |
| 1957 | ф | Ночь демона                        | Night of the Demon         | Джоанна Харрингтон              |
| 1957 | ф | Продолжайте, адмирал               | Carry on Admiral           | Сьюзен Лэшвуд                   |
| 1957 | ф | Адские водители                    | Hell Drivers               | Люси                            |
| 1959 | ф | Капитанский стол                   | The Captain's Table        | миссис Джадд                    |
| 1960 | ф | Дантист в кресле                   | Dentist in the Chair       | Пегги Траверс                   |
| 1960 | ф | Деньги или жена                    | Your Money or Your Wife    | Гэй Баттерворт                  |
| 1961 | ф | В собачей конуре                   | In the Doghouse            | Сэлли Хаксли                    |
| 1964 | с | Людские джунгли                    | The Human Jungle           | Стелла (1 эпизод)               |